# Arctagyrta nana
Arctagyrta nana là một loài bướm đêm thuộc phân họ Arctiinae, họ Erebidae.